# Équipe de Suisse de football au Championnat d'Europe 2008
Cet article relate le parcours de l'équipe de Suisse de football lors du championnat d'Europe de football 2008 qui a lieu du 7 au 29 juin 2008 en Autriche et en Suisse.

## Qualifications
La Suisse est qualifiée d'office en tant que pays organisateur.

## Matchs de préparation
| 6 février 2008                    | Angleterre                      | 2 - 1   | Suisse       | Wembley, Londres                             |                                              |
| 20h00 · Historique des rencontres | Jenas 40e · Wright-Phillips 62e | (1 - 0) | 58e Derdiyok | Spectateurs : 86 857 Arbitrage : Felix Brych | Spectateurs : 86 857 Arbitrage : Felix Brych |
| 20h00 · Historique des rencontres | Rapport                         |         |              | Spectateurs : 86 857 Arbitrage : Felix Brych | Spectateurs : 86 857 Arbitrage : Felix Brych |

| 26 mars 2008                      | Suisse  | 0 - 4   | Allemagne                                | Parc Saint-Jacques, Bâle                        |                                                 |
| 20h45 · Historique des rencontres |         | (0 - 1) | 23e Klose · 61e 67e Gómez · 89e Podolski | Spectateurs : 38 500 Arbitrage : Eric Braamhaar | Spectateurs : 38 500 Arbitrage : Eric Braamhaar |
| 20h45 · Historique des rencontres | Rapport |         |                                          | Spectateurs : 38 500 Arbitrage : Eric Braamhaar | Spectateurs : 38 500 Arbitrage : Eric Braamhaar |

| 24 mai 2008                       | Suisse                 | 2 - 0   | Slovaquie | Cornaredo, Lugano                           |                                             |
| 18h00 · Historique des rencontres | Behrami 56e · Frei 63e | (0 - 0) |           | Spectateurs : 10 150 Arbitrage : Alan Kelly | Spectateurs : 10 150 Arbitrage : Alan Kelly |
| 18h00 · Historique des rencontres | Rapport                |         |           | Spectateurs : 10 150 Arbitrage : Alan Kelly | Spectateurs : 10 150 Arbitrage : Alan Kelly |

| 30 mai 2008                       | Suisse                        | 3 - 0   | Liechtenstein | AFG Arena, Saint-Gall                          |                                                |
| 20h30 · Historique des rencontres | Frei 24e 31e · Vonlanthen 68e | (2 - 0) |               | Spectateurs : 18 000 Arbitrage : Olivier Thual | Spectateurs : 18 000 Arbitrage : Olivier Thual |
| 20h30 · Historique des rencontres | Rapport                       |         |               | Spectateurs : 18 000 Arbitrage : Olivier Thual | Spectateurs : 18 000 Arbitrage : Olivier Thual |

## Phase finale

### Effectif
Köbi Kuhn, le sélectionneur national, dévoile sa sélection le mercredi 28 mai 2008.
| Numéro / Nom       | Numéro / Nom         | Date de naissance | Équipe actuelle     | J.       | Buts     |          |          |          |          |
| Gardiens           | Gardiens             | Gardiens          | Gardiens            | Gardiens | Gardiens | Gardiens | Gardiens | Gardiens | Gardiens |
| ------------------ | -------------------- | ----------------- | ------------------- | -------- | -------- | -------- | -------- | -------- | -------- |
| 1                  | Diego Benaglio       | 8 septembre 1983  | VfL Wolfsbourg      | 2        | 0        | 0        | 0        | 0        |          |
| 18                 | Pascal Zuberbühler   | 8 janvier 1971    | Neuchâtel Xamax     | 1        | 0        | 0        | 0        | 0        |          |
| 21                 | Eldin Jakupović      | 2 octobre 1984    | Grasshopper Zurich  | 0        | 0        | 0        | 0        | 0        |          |
| Défenseurs         |                      |                   |                     |          |          |          |          |          |          |
| 2                  | Johan Djourou        | 18 janvier 1987   | Arsenal             | 0        | 0        | 0        | 0        | 0        |          |
| 3                  | Ludovic Magnin       | 20 avril 1979     | VfB Stuttgart       | 3        | 0        | 1        | 0        | 0        |          |
| 4                  | Philippe Senderos    | 14 février 1985   | Arsenal             | 3        | 0        | 0        | 0        | 0        |          |
| 5                  | Stephan Lichtsteiner | 16 janvier 1984   | Lille               | 3        | 0        | 0        | 0        | 0        |          |
| 13                 | Stéphane Grichting   | 30 mars 1979      | AJ Auxerre          | 1        | 0        | 0        | 0        | 0        |          |
| 17                 | Christoph Spycher    | 30 mars 1978      | Eintracht Francfort | 0        | 0        | 0        | 0        | 0        |          |
| 20                 | Patrick Müller       | 17 décembre 1976  | Olympique lyonnais  | 3        | 0        | 0        | 0        | 0        |          |
| 23                 | Philipp Degen        | 15 février 1983   | Liverpool           | 0        | 0        | 0        | 0        | 0        |          |
| Milieux de Terrain |                      |                   |                     |          |          |          |          |          |          |
| 6                  | Benjamin Huggel      | 7 juillet 1977    | FC Bâle             | 0        | 0        | 0        | 0        | 0        |          |
| 7                  | Ricardo Cabanas      | 20 avril 1979     | Grasshopper Zurich  | 2        | 0        | 0        | 0        | 0        |          |
| 8                  | Gökhan Inler         | 27 juin 1984      | Udinese             | 3        | 0        | 0        | 0        | 0        |          |
| 10                 | Hakan Yakın          | 22 février 1977   | BSC Young Boys      | 3        | 3        | 1        | 0        | 0        |          |
| 14                 | Daniel Gygax         | 28 août 1981      | Lille               | 0        | 0        | 0        | 0        | 0        |          |
| 15                 | Gelson Fernandes     | 2 septembre 1986  | Manchester City     | 3        | 0        | 0        | 0        | 0        |          |
| 16                 | Tranquillo Barnetta  | 22 mai 1985       | Bayer Leverkusen    | 3        | 0        | 2        | 0        | 0        |          |
| 19                 | Valon Behrami        | 19 avril 1985     | Lazio Rome          | 3        | 0        | 0        | 0        | 0        |          |
| Attaquants         |                      |                   |                     |          |          |          |          |          |          |
| 9                  | Alexander Frei       | 15 juillet 1979   | Borussia Dortmund   | 1        | 0        | 0        | 0        | 0        |          |
| 11                 | Marco Streller       | 18 juin 1981      | FC Bâle             | 1        | 0        | 0        | 0        | 0        |          |
| 12                 | Eren Derdiyok        | 12 juin 1988      | FC Bâle             | 3        | 0        | 1        | 0        | 0        |          |
| 22                 | Johan Vonlanthen     | 1er février 1986  | Red Bull Salzbourg  | 3        | 0        | 1        | 0        | 0        |          |
| Sélectionneur      |                      |                   |                     |          |          |          |          |          |          |
|                    | Köbi Kuhn            |                   |                     |          |          |          |          |          |          |
| Réserve            |                      |                   |                     |          |          |          |          |          |          |
|                    | Mario Eggimann       | 24 janvier 1981   | Karlsruher SC       |          |          |          |          |          |          |
|                    | Thomas Häberli       | 11 avril 1974     | BSC Young Boys      |          |          |          |          |          |          |
| Blessés            |                      |                   |                     |          |          |          |          |          |          |
|                    | Fabio Coltorti       | 3 décembre 1980   | Racing de Santander |          |          |          |          |          |          |
|                    | Steve von Bergen     | 10 juin 1983      | Hertha Berlin       |          |          |          |          |          |          |
|                    | Blerim Džemaili      | 12 avril 1986     | Bolton Wanderers    |          |          |          |          |          |          |
|                    | Blaise Nkufo         | 25 mai 1975       | FC Twente           |          |          |          |          |          |          |

### Staff

#### Sélectionneur
- Köbi Kuhn

#### Entraîneurs adjoints
- Michel Pont, entraîneur adjoint
- Pierluigi Tami, assistant
- Éric Burgener, entraîneur des gardiens

### Classement et résultats
Au début de la compétition, la République tchèque demi-finaliste et le Portugal, finaliste de l'Euro 2004 disputé à domicile quatre ans plus tôt, s'affichent comme les favoris du groupe. Mais la Suisse, portée par son public, veut atteindre les quarts de finale et la Turquie peut jouer les trouble-fêtes.
Le Portugal s'assure la première place de son groupe et la qualification pour les quarts de finale après deux victoires dans ses deux premiers matchs face à la Turquie et la République tchèque. La Suisse, malgré le soutien de son public, est éliminée dès la deuxième journée. Elle souffre notamment de son buteur Alexander Frei, blessé dès le premier match. Le pays organisateur de cet Euro perd face à la République tchèque et la Turquie. Cependant, le dernier match, avec le succès contre le Portugal, est un léger motif de satisfaction pour la sélection de Kobi Kuhn. En effet, il s'agit de la première victoire suisse en phase finale d'un championnat d'Europe. Elle termine donc 4e de son groupe avec le même nombre de  points que la sélection tchèque et un bilan d'une victoire, deux défaites, 3 buts inscrits et 3 buts concédés.
Lors de la dernière journée, toute l'attention se porte sur le match Turquie-République tchèque, le vainqueur étant qualifié. Après avoir été menés de deux buts par les Tchèques, les Turcs inscrivent trois buts dans le dernier quart d'heure et parviennent à se qualifier. Pendant ce temps, la Suisse sauve l'honneur à Bâle devant le Portugal (2-0). À noter que si le match Turquie-République tchèque s'était terminé sur un match nul, les deux équipes auraient été départagées par une séance de tirs au but (critère 6).
Le Portugal et la Turquie sont classés selon le nombre de points acquis lors de la confrontation directe (critère 1) : victoire 2-0 du Portugal.
| Équipe   | Pts | J | G | N | P | BP | BC | Diff |
| -------- | --- | - | - | - | - | -- | -- | ---- |
| Portugal | 6   | 3 | 2 | 0 | 1 | 5  | 3  | 2    |
| Turquie  | 6   | 3 | 2 | 0 | 1 | 5  | 5  | 0    |
| Tchéquie | 3   | 3 | 1 | 0 | 2 | 4  | 6  | - 2  |
| Suisse   | 3   | 3 | 1 | 0 | 2 | 3  | 3  | 0    |

|  |
|  |
|  |
|  |
|  |
|  |

| Titulaires :    |                      |     |
|                 |                      |     |
| 1               | Diego Benaglio       |     |
| 5               | Stephan Lichtsteiner | 75e |
| 20              | Patrick Müller       |     |
| 4               | Philippe Senderos    |     |
| 3               | Ludovic Magnin       |     |
| 19              | Valon Behrami        | 84e |
| 8               | Gökhan Inler         |     |
| 15              | Gelson Fernandes     |     |
| 16              | Tranquillo Barnetta  |     |
| 9               | Alexander Frei       | 46e |
| 11              | Marco Streller       |     |
|                 |                      |     |
| Remplaçants :   |                      |     |
| 10              | Hakan Yakın          | 46e |
| 22              | Johan Vonlanthen     | 75e |
| 12              | Eren Derdiyok        | 84e |
|                 |                      |     |
| Sélectionneur : |                      |     |
| Köbi Kuhn       |                      |     |

| Titulaires :    |                   |     |
|                 |                   |     |
| 1               | Petr Čech         |     |
| 2               | Zdeněk Grygera    |     |
| 21              | Tomáš Ujfaluši    |     |
| 22              | David Rozehnal    |     |
| 6               | Marek Jankulovski |     |
| 4               | Tomáš Galásek     |     |
| 14              | David Jarolím     | 87e |
| 3               | Jan Polák         |     |
| 7               | Libor Sionko      | 83e |
| 20              | Jaroslav Plašil   |     |
| 9               | Jan Koller        | 56e |
|                 |                   |     |
| Remplaçants :   |                   |     |
| 10              | Václav Svěrkoš    | 56e |
| 11              | Stanislav Vlček   | 83e |
| 5               | Radoslav Kováč    | 87e |
|                 |                   |     |
| Sélectionneur : |                   |     |
| Karel Brückner  |                   |     |

| Titulaires :    |                      |     |
|                 |                      |     |
| 1               | Diego Benaglio       |     |
| 5               | Stephan Lichtsteiner | 75e |
| 20              | Patrick Müller       |     |
| 4               | Philippe Senderos    |     |
| 3               | Ludovic Magnin       |     |
| 19              | Valon Behrami        | 84e |
| 8               | Gökhan Inler         |     |
| 15              | Gelson Fernandes     |     |
| 16              | Tranquillo Barnetta  |     |
| 9               | Alexander Frei       | 46e |
| 11              | Marco Streller       |     |
|                 |                      |     |
| Remplaçants :   |                      |     |
| 10              | Hakan Yakın          | 46e |
| 22              | Johan Vonlanthen     | 75e |
| 12              | Eren Derdiyok        | 84e |
|                 |                      |     |
| Sélectionneur : |                      |     |
| Köbi Kuhn       |                      |     |

| Titulaires :    |                   |     |
|                 |                   |     |
| 1               | Petr Čech         |     |
| 2               | Zdeněk Grygera    |     |
| 21              | Tomáš Ujfaluši    |     |
| 22              | David Rozehnal    |     |
| 6               | Marek Jankulovski |     |
| 4               | Tomáš Galásek     |     |
| 14              | David Jarolím     | 87e |
| 3               | Jan Polák         |     |
| 7               | Libor Sionko      | 83e |
| 20              | Jaroslav Plašil   |     |
| 9               | Jan Koller        | 56e |
|                 |                   |     |
| Remplaçants :   |                   |     |
| 10              | Václav Svěrkoš    | 56e |
| 11              | Stanislav Vlček   | 83e |
| 5               | Radoslav Kováč    | 87e |
|                 |                   |     |
| Sélectionneur : |                   |     |
| Karel Brückner  |                   |     |

| Titulaires :    |                      |     |
|                 |                      |     |
| 1               | Diego Benaglio       |     |
| 5               | Stephan Lichtsteiner |     |
| 20              | Patrick Müller       |     |
| 4               | Philippe Senderos    |     |
| 3               | Ludovic Magnin       |     |
| 19              | Valon Behrami        |     |
| 8               | Gökhan Inler         |     |
| 15              | Gelson Fernandes     | 76e |
| 16              | Tranquillo Barnetta  | 66e |
| 10              | Hakan Yakın          | 85e |
| 12              | Eren Derdiyok        |     |
|                 |                      |     |
| Remplaçants :   |                      |     |
| 22              | Johan Vonlanthen     | 66e |
| 7               | Ricardo Cabanas      | 76e |
| 14              | Daniel Gygax         | 85e |
|                 |                      |     |
| Sélectionneur : |                      |     |
| Köbi Kuhn       |                      |     |

| Titulaires :    |                      |     |
|                 |                      |     |
| 23              | Volkan Demirel       |     |
| 22              | Hamit Altıntop       |     |
| 15              | Emre Aşık            |     |
| 2               | Servet Çetin         |     |
| 3               | Hakan Balta          |     |
| 7               | Mehmet Aurélio       |     |
| 10              | Gökdeniz Karadeniz   | 46e |
| 14              | Arda Turan           |     |
| 11              | Tümer Metin          | 46e |
| 8               | Nihat Kahveci        | 85e |
| 17              | Tuncay Şanlı         |     |
|                 |                      |     |
| Remplaçants :   |                      |     |
| 6               | Mehmet Topal         | 46e |
| 9               | Semih Şentürk        | 46e |
| 18              | Colin Kazim-Richards | 85e |
|                 |                      |     |
| Sélectionneur : |                      |     |
| Fatih Terim     |                      |     |

| Titulaires :    |                      |     |
|                 |                      |     |
| 1               | Diego Benaglio       |     |
| 5               | Stephan Lichtsteiner |     |
| 20              | Patrick Müller       |     |
| 4               | Philippe Senderos    |     |
| 3               | Ludovic Magnin       |     |
| 19              | Valon Behrami        |     |
| 8               | Gökhan Inler         |     |
| 15              | Gelson Fernandes     | 76e |
| 16              | Tranquillo Barnetta  | 66e |
| 10              | Hakan Yakın          | 85e |
| 12              | Eren Derdiyok        |     |
|                 |                      |     |
| Remplaçants :   |                      |     |
| 22              | Johan Vonlanthen     | 66e |
| 7               | Ricardo Cabanas      | 76e |
| 14              | Daniel Gygax         | 85e |
|                 |                      |     |
| Sélectionneur : |                      |     |
| Köbi Kuhn       |                      |     |

| Titulaires :    |                      |     |
|                 |                      |     |
| 23              | Volkan Demirel       |     |
| 22              | Hamit Altıntop       |     |
| 15              | Emre Aşık            |     |
| 2               | Servet Çetin         |     |
| 3               | Hakan Balta          |     |
| 7               | Mehmet Aurélio       |     |
| 10              | Gökdeniz Karadeniz   | 46e |
| 14              | Arda Turan           |     |
| 11              | Tümer Metin          | 46e |
| 8               | Nihat Kahveci        | 85e |
| 17              | Tuncay Şanlı         |     |
|                 |                      |     |
| Remplaçants :   |                      |     |
| 6               | Mehmet Topal         | 46e |
| 9               | Semih Şentürk        | 46e |
| 18              | Colin Kazim-Richards | 85e |
|                 |                      |     |
| Sélectionneur : |                      |     |
| Fatih Terim     |                      |     |

| Titulaires :    |                      |     |
|                 |                      |     |
| 18              | Pascal Zuberbühler   |     |
| 5               | Stephan Lichtsteiner | 83e |
| 20              | Patrick Müller       |     |
| 4               | Philippe Senderos    |     |
| 3               | Ludovic Magnin       |     |
| 19              | Valon Behrami        |     |
| 15              | Gelson Fernandes     |     |
| 8               | Gökhan Inler         |     |
| 22              | Johan Vonlanthen     | 61e |
| 10              | Hakan Yakın          | 86e |
| 12              | Eren Derdiyok        |     |
|                 |                      |     |
| Remplaçants :   |                      |     |
| 16              | Tranquillo Barnetta  | 61e |
| 13              | Stéphane Grichting   | 83e |
| 7               | Ricardo Cabanas      | 86e |
|                 |                      |     |
| Sélectionneur : |                      |     |
| Köbi Kuhn       |                      |     |

| Titulaires :        |                  |     |
|                     |                  |     |
| 1                   | Ricardo          |     |
| 13                  | Miguel           |     |
| 15                  | Pepe             |     |
| 3                   | Bruno Alves      |     |
| 2                   | Paulo Ferreira   | 41e |
| 5                   | Fernando Meira   |     |
| 18                  | Miguel Veloso    | 71e |
| 6                   | Raul Meireles    |     |
| 17                  | Ricardo Quaresma |     |
| 19                  | Nani             |     |
| 23                  | Helder Postiga   | 74e |
|                     |                  |     |
| Remplaçants :       |                  |     |
| 14                  | Jorge Ribeiro    | 41e |
| 10                  | João Moutinho    | 71e |
| 9                   | Hugo Almeida     | 74e |
|                     |                  |     |
| Sélectionneur :     |                  |     |
| Luiz Felipe Scolari |                  |     |

| Titulaires :    |                      |     |
|                 |                      |     |
| 18              | Pascal Zuberbühler   |     |
| 5               | Stephan Lichtsteiner | 83e |
| 20              | Patrick Müller       |     |
| 4               | Philippe Senderos    |     |
| 3               | Ludovic Magnin       |     |
| 19              | Valon Behrami        |     |
| 15              | Gelson Fernandes     |     |
| 8               | Gökhan Inler         |     |
| 22              | Johan Vonlanthen     | 61e |
| 10              | Hakan Yakın          | 86e |
| 12              | Eren Derdiyok        |     |
|                 |                      |     |
| Remplaçants :   |                      |     |
| 16              | Tranquillo Barnetta  | 61e |
| 13              | Stéphane Grichting   | 83e |
| 7               | Ricardo Cabanas      | 86e |
|                 |                      |     |
| Sélectionneur : |                      |     |
| Köbi Kuhn       |                      |     |

| Titulaires :        |                  |     |
|                     |                  |     |
| 1                   | Ricardo          |     |
| 13                  | Miguel           |     |
| 15                  | Pepe             |     |
| 3                   | Bruno Alves      |     |
| 2                   | Paulo Ferreira   | 41e |
| 5                   | Fernando Meira   |     |
| 18                  | Miguel Veloso    | 71e |
| 6                   | Raul Meireles    |     |
| 17                  | Ricardo Quaresma |     |
| 19                  | Nani             |     |
| 23                  | Helder Postiga   | 74e |
|                     |                  |     |
| Remplaçants :       |                  |     |
| 14                  | Jorge Ribeiro    | 41e |
| 10                  | João Moutinho    | 71e |
| 9                   | Hugo Almeida     | 74e |
|                     |                  |     |
| Sélectionneur :     |                  |     |
| Luiz Felipe Scolari |                  |     |

## Séjour et hébergement
Durant la compétition, l'équipe de Suisse séjourne dans son camp de base habituel, à Feusisberg près de Zurich.